# زمین‌لرزه ۱۳۵۸ کریزان
زمین‌لرزه کریزان در تاریخ ۱۴ نوامبر ۱۹۷۹ میلادی، برابر با ‎۲۳ آبان ۱۳۵۸، ساعت ۲:۲۱:۲۲ به زمان یوتی‌سی در ایران رخ داد. ژرفای این زلزله ۹٫۲ کیلومتر بود، و بزرگی آن ۶٫۵ در مقیاس Mw اعلام شده‌است. زمین‌لرزه به وقت محلی در روز چهارشنبه، ساعت ۵٫۵ روی داده و منطقه زمانی آن یوتی‌سی +۳٫۵ بوده‌است .
سازمان زمین‌شناسی آمریکا نیز رومرکز این زمین‌لرزه را در مختصات ۳۳°۵۵′۰۵″شمالی ۵۹°۴۴′۲۸″شرقی / ۳۳٫۹۱۸°شمالی ۵۹٫۷۴۱°شرقی و ژرفای آن را در ۳۳ کیلومتر گزارش کرده‌است. بزرگی برگزیدهٔ این سازمان از میان بزرگیهای محاسبه‌شدهٔ مختلف ۶٫۸ در مقیاس ریشتر بوده و از دید اثر، در میان چهار دسته‌بندی «نامحسوس»، «محسوس»، «زیان‌آور» یا «با تلفات»، زلزله را «با تلفات» اعلام کرده‌است.
پروژهٔ «تنسور گشتاور مرکزوار» زاویه‌های (راستا، شیب، ریک) گسل سازندهٔ زمین‌لرزه و صفحه عمود بر آن را (°۲۵۶، °۵۳، °۱-) یا (°۳۴۷، °۸۹، °۱۴۳-) و نوع گسل را «امتدادلغز» فرارسانده‌است.
شمار کشتگان زلزله حدود ۲۸۰ نفر بوده‌است.تعداد زخمیان ۵۵ نفر برآورده شده‌است.